# مسجد خان محمد ميرزا
مسجد خان محمد ميرزا يقع المسجد على الطريق لال باغا وعلى أقل من نصف كيلومتر إلى الغرب من قلعة باغا، يوجد في المسجد اثنين من النقوش الفارسية واحد على الممر المركزي والآخر على المحراب المركزي، ويتكلمان عن فترة بناء المسجد خلال عام 1704 وعام 1705، من قبل خان محمد ميرزا ، يقع المسجد على منصة كبيرة تبلغ طولها 38.10 متر من الشمال إلى الجنوب وحوالي 28.96 متر من الشرق إلى الغرب، ويبلغ ارتفاعها 5.18 متر عن مستوى سطح الأرض، تحت المنصة هنام غرف مقببة من جميع الجهات باستثناء الجهة الشرقية، في الجانب الشرقي هناك درج ينتهي ببوابة محاذية للمدخل الرئيسي للمسجد، ومن خلال هذه البوابة يمكن لأي شخص أن يصل إلى أعلى المنصة .

## الأصول وإلهام

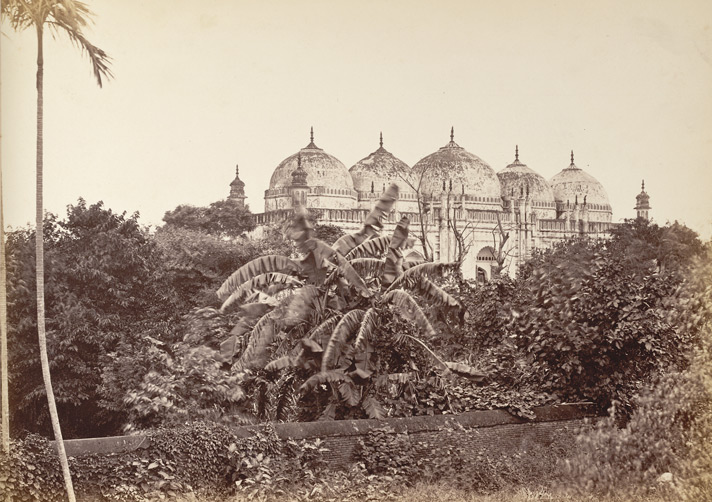
المسجد عام 1885

مسجد خان محمد ميرزا وهو موقع أثري يقع في جنوب العاصمة دكا، بالقرب من قلعة باغا في منطقة تسمى اتيش خانا، المسجد يرتفع فوق المنطقة ومحيطها، يشكل سقف تيش خانا المنصة التي يقع عليها المسجد والأرضية التي بني فيها، أرضية المصلى واسعة أمام المسجد الرئيسي، وهي مفتوحة في كل الاتجاهات مما يسمح لتدفق الهواء للمسجد والحفاظ على الهواء باردا.

## الهندسة المعمارية

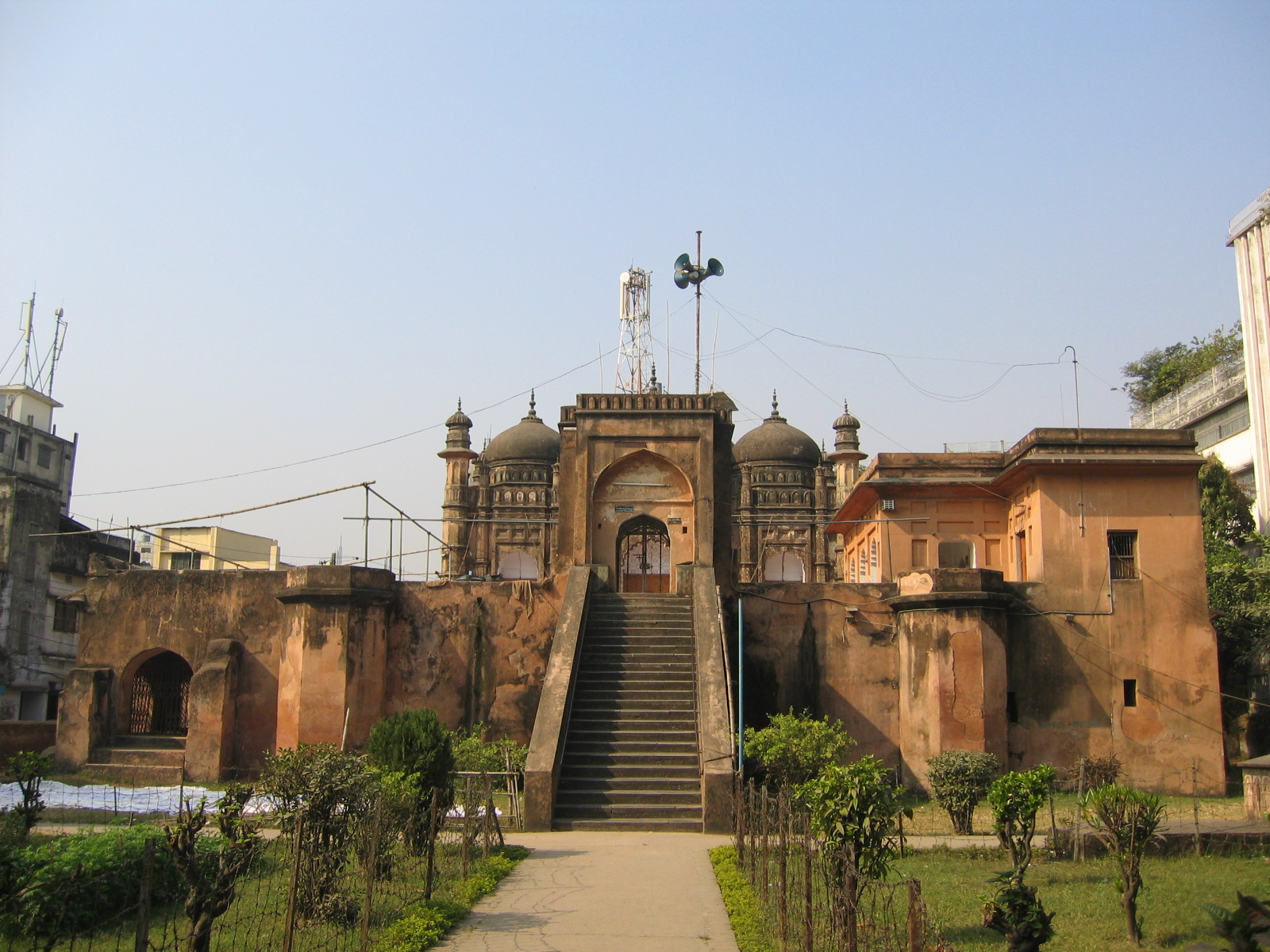
قبة المسجد

المسجد الرئيسي يستطيع استيعاب الإمام وعدد قليل من المسلمين، يتكون من ثلاث قباب تحمل شهادة الهندسة المعمارية التي كانت تمارس خلال القرن السادس عشر الميلادي، وعناك اثنين من النقوش الفارسية، واحد على الممر المركزي والآخر على المحراب المركزي، ووفقا للنقش التي وجدت فقد تم بناء المسجد في عهد نائب حاكم دكا فاروق السير، من قبل خان محمد ميرزا الذي يعتقد أن يكون المهندس المعماري، وبناء على أوامر من قبل قاضي عبادالله خلال الفترة بين عام 1704 وعام 1705، قاعدة المسجد ترتفع 16.5 متر فوق مستوى سطح الأرض، تضم المنطقة غرف مقببة لأغراض المعيشة، يتم الوصول إلى المسجد من الشرق .

## قاعة الصلاة
قاعة الصلاة هو بنية بشكل مستطيل يبلغ قياسه قياس 48 متر طولا وحوالي 24 متر عرضا، وتوج المسجد بوجود ثلاث قباب الوسطى هي أكبر القباب، في حين أن زوايا المآذن تكون قصيرة ونحيلة وارتفاعها فوق الحاجز ولها شكل مضلع، في الجهة الشمالية من المسجد عناك بعض المرافق إلى ومنها: المدرسة الدينية وهي مدرسة صغيرة تحتوي على قاعة أو حجرة، وعناك المقنطرة التي يتم استخدامها كمكان ايواء للمسافرين والزوار، ويزين مداخل قاعة الصلاة الأقواس الحدباء المتعددة وتشاركها الأعمدة على جانبي المسجد.

## الداخلية
ينقسم المسجد من الداخل إلى ثلاثة خلجان بواسطة اثنين من الأقواس الجانبية، ويحتوي كل من هذه الخلجان محراب يتسم بتعدد تحدباته، ويقع المحراب في لوحة فنية جميلة مستطيلة الشكل .

## الحدائق
تزرع أنواع مختلفة من الزهور الموسمية في الحديقة في الجزء الشرقي من المسجد مما يجعل من المجمع صورة قنية جميلة، في حين تدير (مالي) المعينة من قبل وزارة الآثار بمسؤولية صيانة الحديقة، ويوجد بئر في الجزء الشمالي من الحديقة يستخدم مرة واحدة لتوريد المياه، وفي الجانب الجنوبي من الحديقة تقف شجرة طويلة بالإضافة لمجموعة من النخيل القديمة التي تحمل رمز المكان القديم.

## الموقع والملكية

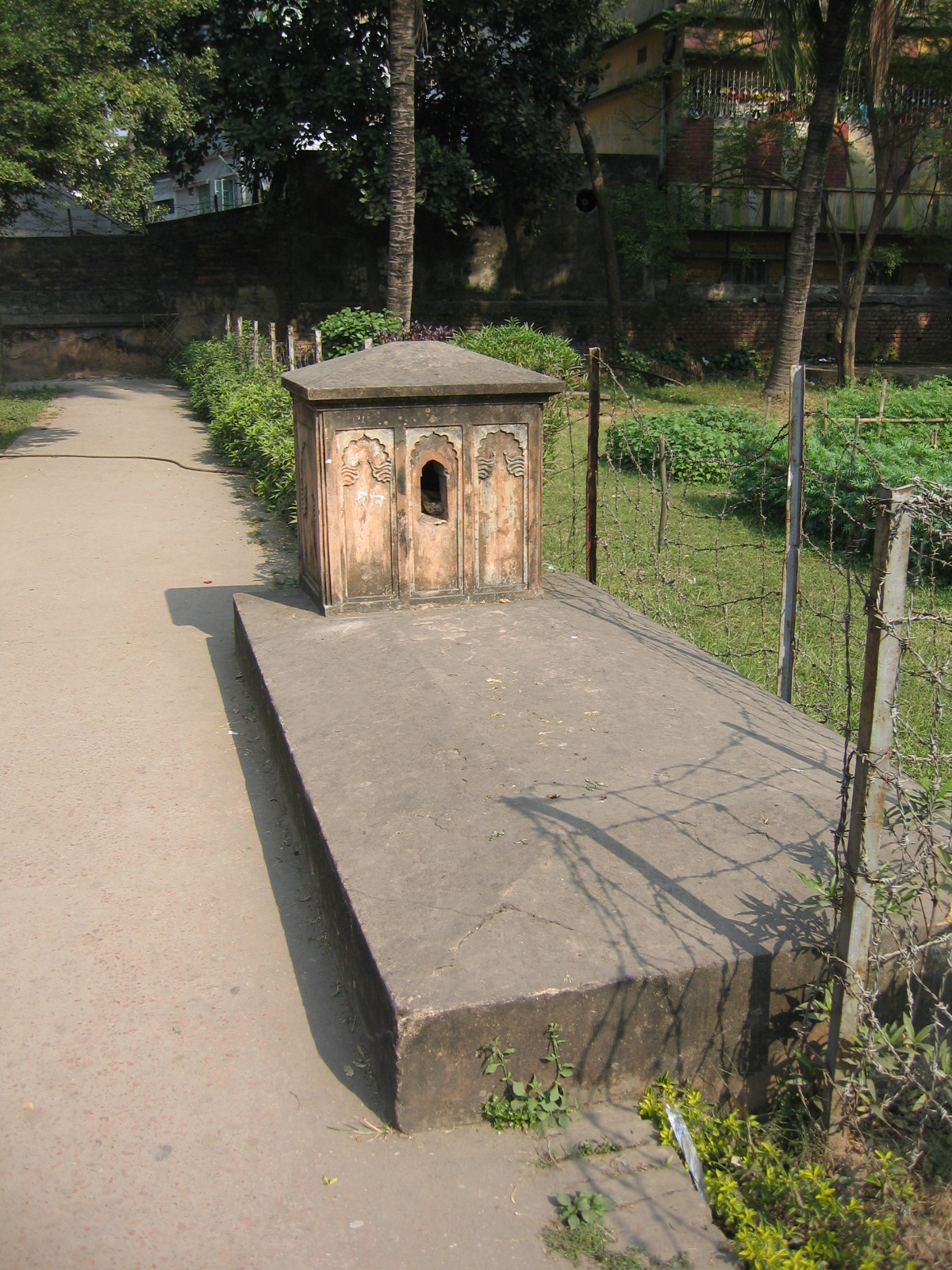
قبر أمام المسجد

يقع الهيكل القديم للمسجد على بعد 150 متر غربا على الطريق الذي يمر بجانب حصن لال باغا، كما يستخدم المسجد كونه الموقع المعماري لمدينة دكا، يقول متولي المسجد : "على الرغم من تملك الحكومة للمسجد كموقع أثري الذي يجري بإشراف وزارة الآثار في إطار وزارة الشؤون الثقافية، الا أن هناك نقص في الصدق والشفافية في تدخل الحكومة .

## ترميم والخلافات
في عام 1913 ادرج المسجد كمكان تاريخي، وبحلول ذلك الوقت خضع المسجد لتعديلات، واعتماد مخطط هدمه لإعادته إلى شكله الأصلي، أقرب صورة متاحة للمسجد يظهر هيكله المدمرة في مطلع القرن التاسع عشرالميلادي، وقد بدأت محاولة استعادتة مبكرا واتخذت بعد ذلك إصلاحات دورية، وبعضها تجاهل أهمية المعمارية والتاريخية، وتم وقف المزيد من التدهور الذي حل بالمسجد، وفرت السلطة منافذ جديدة لتصريف مياه الأمطار للخروج من الشرفة العليا، وخدمات المياه والصرف الصحي المحسنة، وشهد الموقع العديد من التجاوزات التي قلصت حدود المجمع، وهذه التجاوزات لفتت اهتمام مجموعة من المهندسين المعماريين وعشاق المحافظة على الاثار عندما تم تضمينه كدراسة في ورشة عمل المحافظة المعمارية في عام 1989 في دكا، برعاية وبرنامج الأمم المتحدة الإنمائي.

## المحافظة والانتقادات
كان هناك تجاهل في المحافظة على المواقع التراثية التي لا تقدر بثمن في مدينة عمرها 400 من دكا، مما أدى إلى تدمير المواقع، وبدأ تدمير مواقع التراث والمعالم التاريخية خلال الفترة الباكستانية على نطاق معتدل لكنها اكتسبت زخما بعد الاستقلال، تعرضت ممتلكات التراث للدمار في حد مروع أثناء الحكم العسكري للبلاد، على الرغم من أن قانون البناء الوطني بنغلاديش وقواعد بناء متروبوليتان لسنة 2006 (المعدل في عام 2008) وقانون الاثار لعام 1968 تتطلب من الحكومة اتخاذ التدابير وإقامة لجنة دائمة لحماية المواقع التراثية، ولكن الحكومة كانت طوال ذلك الوقت في حالة خمول بشأن هذه المسألة.